# Son of Light
André Martin Hadland (født 30. januar 1975 i Mandal), kendt under artistnavnene Son of Light og N-Light-N, er en norsk rapper som hører hjemme på Tommy Tees pladeselskab; Tee Productions.
Han udgav i 1997 albummet Deep green under navnet N-Light-N og selv om det da ikke havde de bedste salgstal, har det efterhånden oparbejdet sig status som en klassiker indenfor norsk hiphop. Deep green blev i sin helhed produceret af Tommy Tee, indspillet i Tee Studios og mikset af Kieran Walsh og Tommy Tee i D&D Studios i New York. Albummet gæstes af Tee Productions egne artister; Diaz og Opaque, de amerikanske rapartister Mike Zoot, D-Stress, EZD og den norske jazzartist Helèn Eriksen. Den eneste single fra Deep green var «Fresh (in any season)».
Efter dette blev der længe stille fra Son of Light, med undtagelse af diverse gæstevers, blandt andet på Karpe Diems "Love & Hate" fra 2006. I 2002 kom seksspors EPen The Homecoming (a return to family values) som i følge pladeselskabets hjemmeside var en mellemstation mellem Deep green og et nyt album. På The Homecoming (a return to family values) er alle spor produceret af Tommy Tee, indspillet og mixet i Tee Studios og masteret af Espen Berg på Livingroom. Diaz er eneste gæst på sangen «"t must be them".

## Diskografi
- Deep Green (1997)
- The Homecoming (a Return to Family Values) (2002)
- War of the Words (2011)